# Communes de la province de Vérone
- Haut – A
- B
- C
- D
- E
- F
- G
- H
- I
- J
- K
- L
- M
- N
- O
- P
- Q
- R
- S
- T
- U
- V
- W
- X
- Y
- Z

## A
- Affi
- Albaredo d'Adige
- Angiari
- Arcole

## B
- Badia Calavena
- Bardolino
- Belfiore
- Bevilacqua
- Bonavigo
- Boschi Sant'Anna
- Bosco Chiesanuova
- Bovolone
- Brentino Belluno
- Brenzone
- Bussolengo
- Buttapietra

## C
- Caldiero
- Caprino Veronese
- Casaleone
- Castagnaro
- Castel d'Azzano
- Castelnuovo del Garda
- Cavaion Veronese
- Cazzano di Tramigna
- Cerea
- Cerro Veronese
- Cologna Veneta
- Colognola ai Colli
- Concamarise
- Costermano

## D
- Dolcè

## E
- Erbezzo
- Erbè

## F
- Ferrara di Monte Baldo
- Fumane

## G
- Garde
- Gazzo Veronese
- Grezzana

## I
- Illasi
- Isola Rizza
- Isola della Scala

## L
- Lavagno
- Lazise
- Legnago

## M
- Malcesine
- Marano di Valpolicella
- Mezzane di Sotto
- Minerbe
- Montecchia di Crosara
- Monteforte d'Alpone
- Mozzecane

## N
- Negrar
- Nogara
- Nogarole Rocca

## O
- Oppeano

## P
- Palù
- Pastrengo
- Pescantina
- Peschiera del Garda
- Povegliano Veronese
- Pressana

## R
- Rivoli Veronese
- Ronco all'Adige
- Roncà
- Roverchiara
- Roveredo di Guà
- Roverè Veronese

## S
- Salizzole
- San Bonifacio
- San Giovanni Ilarione
- San Giovanni Lupatoto
- San Martino Buon Albergo
- San Mauro di Saline
- San Pietro di Morubio
- San Pietro in Cariano
- San Zeno di Montagna
- Sanguinetto
- Sant'Ambrogio di Valpolicella
- Sant'Anna d'Alfaedo
- Selva di Progno
- Soave
- Sommacampagna
- Sona
- Sorgà

## T
- Terrazzo
- Torri del Benaco
- Tregnago
- Trevenzuolo

## V
- Valeggio sul Mincio
- Velo Veronese
- Vérone
- Veronella
- Vestenanova
- Vigasio
- Villa Bartolomea
- Villafranca di Verona

## Z
- Zevio
- Zimella